# Cristian Daniele
Cristian Ricardo Daniele es un exfutbolista rosarino y actual entrenador. Se desempeñaba como mediocampista central y se destacaba por su eficiencia. Su hermano Adrián "Mono" Daniele también fue futbolista y actualmente es DT.

## Carrera
Su debut en el canalla se produjo durante el Apertura de 1991, en cotejo válido por la cuarta fecha del torneo ante Independiente (empate 0-0); el entrenador era Ángel Tulio Zof. Al torneo siguiente ya había ganado la titularidad. Con la llegada de Pedro Marchetta sus posibilidades de jugar mermaron; incluso dejó temporalmente el fútbol, trabajando como taxista, hasta que Ángel Zof lo recuperó para el inicio de la temporada 1995-96. Daniele tuvo activa participación en la conquista de la Copa Conmebol 1995, siendo el jugador que aportaba equilibrio con su marca en un mediocampo plagado de jugadores ofensivos (Omar Palma, Raúl Gordillo, Vitamina Sánchez y Eduardo Coudet). Continuó hasta mediados de 1999, habiendo conseguido también el subcampeonato en la Copa Conmebol 1998. Totalizó 189 partidos y 3 goles vistiendo la casaca auriazul.
Emigró entonces a México. Jugó primeramente para Monterrey el Torneo Invierno 1999. Luego disputó el primer semestre de 2000 para Saltillo, en el ascenso azteca.
Retornó a Argentina, fichando para Lanús, club en el que jugó dos temporadas. Su último paso por el fútbol fue vistiendo la casaca de Tiro Federal en su ciudad natal. Allí jugó entre 2002 y 2004, logrando el título del Torneo Argentino A 2002-03 y el consiguiente ascenso a la B Nacional.

### Clubes
| Club            | País      | Año       |
| --------------- | --------- | --------- |
| Rosario Central | Argentina | 1991-1999 |
| Monterrey       | México    | 1999      |
| Saltillo        | México    | 2000      |
| Lanús           | Argentina | 2000-2002 |
| Tiro Federal    | Argentina | 2002-2004 |

## Como entrenador
Luego de ejercer el cargo en distintas categorías de las divisiones juveniles de Rosario Central, condujo al primer equipo de Tiro Federal durante el 2013, merced al convenio que ambas instituciones había firmado. En 2014 desembarcó en la Liga Cañadense de Fútbol, entrenando a Defensores de Armstrong hasta fines de 2015. Actualmente conduce a Club Atlético Carcarañá, equipo más conocido como Cremería.

## Palmarés

### Campeonatos internacionales
| Equipo          | País      | Título        | Año  |
| --------------- | --------- | ------------- | ---- |
| Rosario Central | Argentina | Copa Conmebol | 1995 |

### Campeonatos nacionales
| Equipo       | País      | Título      | Año     |
| ------------ | --------- | ----------- | ------- |
| Tiro Federal | Argentina | Argentino A | 2002-03 |